# 波美拉尼亚省 (1466-1772)

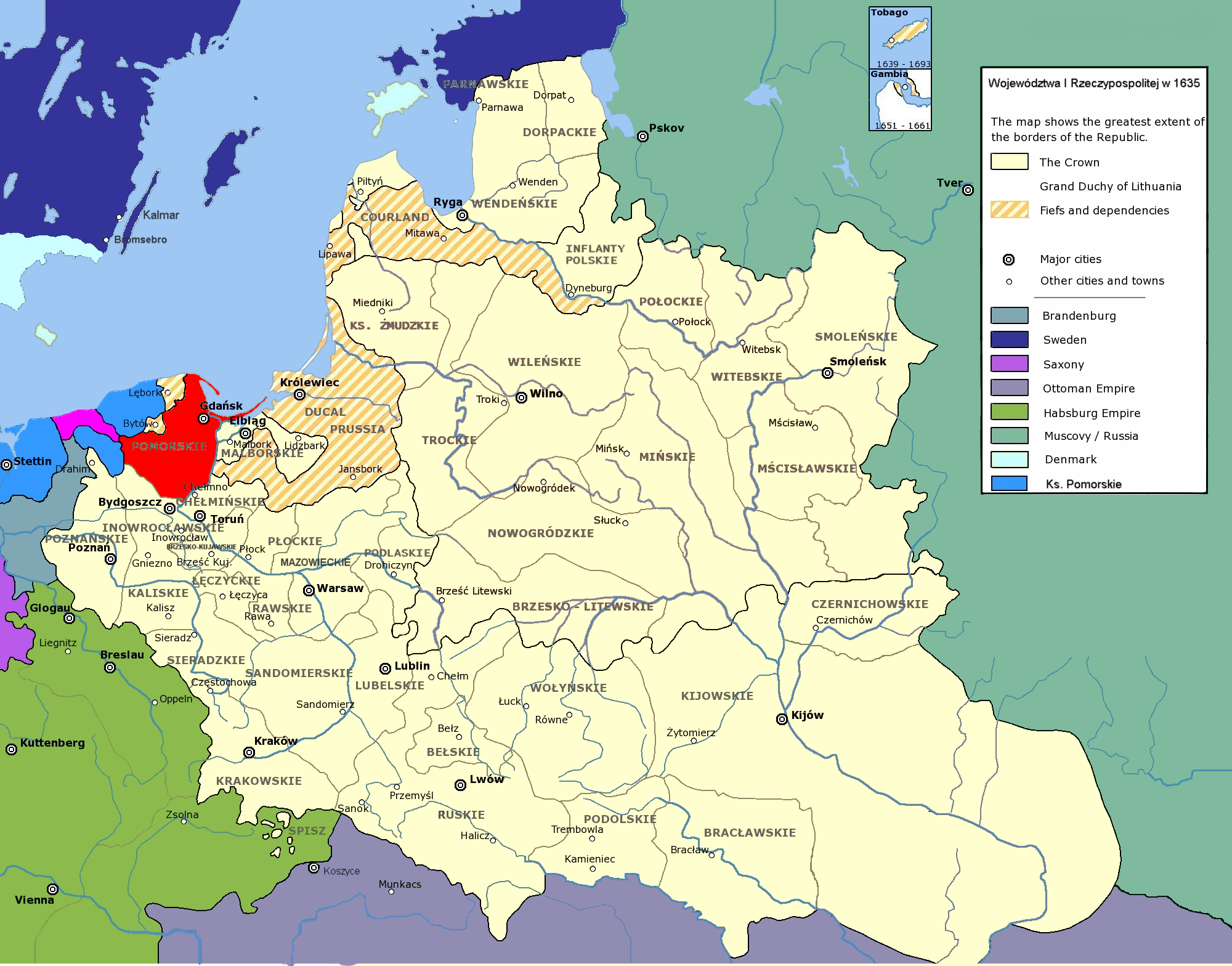
波美拉尼亚省在波兰立陶宛联邦的位置

波美拉尼亚省（波兰语：Województwo pomorskie），为1454年（或1466年）建立，在1772年至1795年瓜分波兰时期撤销的波兰王国行政区划和地方政府。 
在旧英文文献和所有德语文献中，这个省和地区的称谓，称作波美热利亚的文献（德語：Pommerellen或Pomerellen）为多，由于事实上波美拉尼亚（德語：Pommern）通常指波美拉尼亚公国（1121年／1181年－1637年），瑞属西波美拉尼亚（1630年／1648年－1720年／1815年），勃兰登堡波美拉尼亚（1648年－1815年），波美拉尼亚行省（1815年－1945年）和德国地区西波美拉尼亚，以前的德国东波美拉尼亚和波兰的西波美拉尼亚省（1999年成立），这些地方都不包括波美拉尼亚省的领土。 
和海乌姆瑙省和马尔堡省同为过去行省皇家普鲁士的组成部分。首府为但澤。该省曾歸屬普鲁士行省西普鲁士（1772年－1919年）。

## 政府部门所在地
省总督（Wojewoda）所在地：
- 但澤

全地区议会（sejmik generalny）所在地：
- 格涅夫

地区议会（sejmik poselski i deputacki）所在地：
- 楚胡夫
- 图赫拉
- 施弗雷彻
- 斯塔洛格拉德
- 普茨克

## 行政区划
| 行政区划       | 波兰语               | 首府         |
| -------------- | -------------------- | ------------ |
| 楚胡夫县       | Powiat Człuchowski   | 楚胡夫       |
| 但泽县         | Powiat Gdański       | 但澤         |
| 科施彻基纳县   | Powiat Kościerzyński | 科施彻基纳   |
| 米拉赫沃县     | Powiat Mirachowski   | 米拉赫沃     |
| 诺维县         | Powiat Nowski        | 诺维         |
| 普茨克县       | Powiat Pucki         | 普茨克       |
| 斯卡舍维县     | Powiat Skarszewski   | 斯卡舍维     |
| 斯塔尔格拉德县 | Powiat Skarszewski   | 斯塔洛格拉德 |
| 施弗雷彻县     | Powiat Świecki       | 施弗累彻     |
| 特彻夫县       | Powiat Tczewski      | 特彻夫       |
| 图赫拉县       | Powiat Tucholski     | 图赫拉       |

此外还有存在于1637年至1657年的列伯克-比图夫地区。